# Ernie (Muppet)
Ernie è un personaggio della trasmissione televisiva Sesame Street, è il miglior amico di Bert e suo compagno di stanza. È una delle star di Sesame Street, già dal primo episodio del 1969. Con Bert forma un esilarante duo comico: Ernie nel ruolo dell'ingenuo rompiscatole e Bert nei panni del noioso intelligentone. Nella versione in lingua italiana veniva chiamato Ernesto.
Molti dei loro sketch inducono Ernie a voler sempre giocare con Bert, che invece è spesso (se non sempre) occupato a fare altro. Una volta convinto Bert a smettere, Ernie aspetterà il momento in cui l'amico inizierà a prenderci gusto, per dichiarare il suo "non avere" più voglia di giocare.
Animato da Jim Henson, e successivamente da Steve Whitmire.
Lo scopo di Bert e Ernie è di far capire al pubblico infantile che anche due persone che hanno un carattere completamente diverso possono essere amici.

## Aspetto
Al contrario di Bert, Ernie è basso e ha un corpo tozzo. Ha dei capelli neri spettinati, pelle arancione, un naso rosso e una testa a forma di palla da football. Indossa una maglia a righe blu, bianche e rosse.

## Famiglia
- Ernestine: è la sua cugina infante che condivide la stessa risata di Ernie.